# Estepa ladanífera
L'estepa ladanífera (Cistus ladanifer) és una espècie de planta amb flors de la família de les cistàcies. És nativa de la zona occidental de la regió mediterrània i s'estén a les brolles àrides d'Occitània fins a Portugal així com al nord-oest d'Àfrica; és força abundant a les parts silíciques del sud de la península Ibèrica, si bé es pot considerar força rara als Països Catalans.
És un arbust que pot arribar fins a 1-2.5 m d'alçada. Les fulles, com les de la resta d'estepes, són perennes, sèssils o amb el pecíol molt curt, soldades a la base, lanceolades, amb el marge una mica revolut, de 3 a 10 cm de longitud i 1-2 cm d'amplada, amb l'anvers glabre de color verd fosc i el revers més pàlid, recobert amb pèls i amb un nervi central conspicu. Les flors són molt grans i vistoses, solitàries i terminals, amb un diàmetre entre 5-10 cm. Tenen 5 pètals blancs amb l'ungla de color porpra. Els pètals embolcallen els pistils i els estams, de color groc.

## Subespècies
A la península Ibèrica hi ha tres subespècies:
- subesp. ladanifer
- subesp. africanus
- subesp. sulcatus

### Usos
Tota la planta està impregnada d'una substància enganxosa i olorosa de la qual se n'extreu el làdan, una mena de resina emprada en medicina popular com a calmant i també en perfumeria.

## Galeria

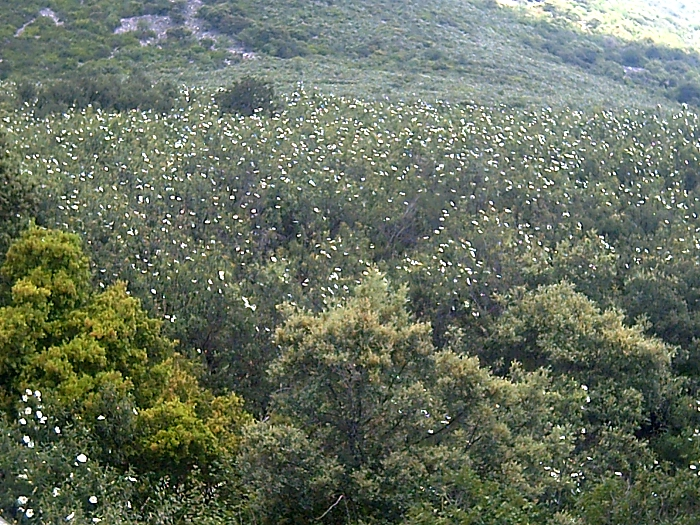
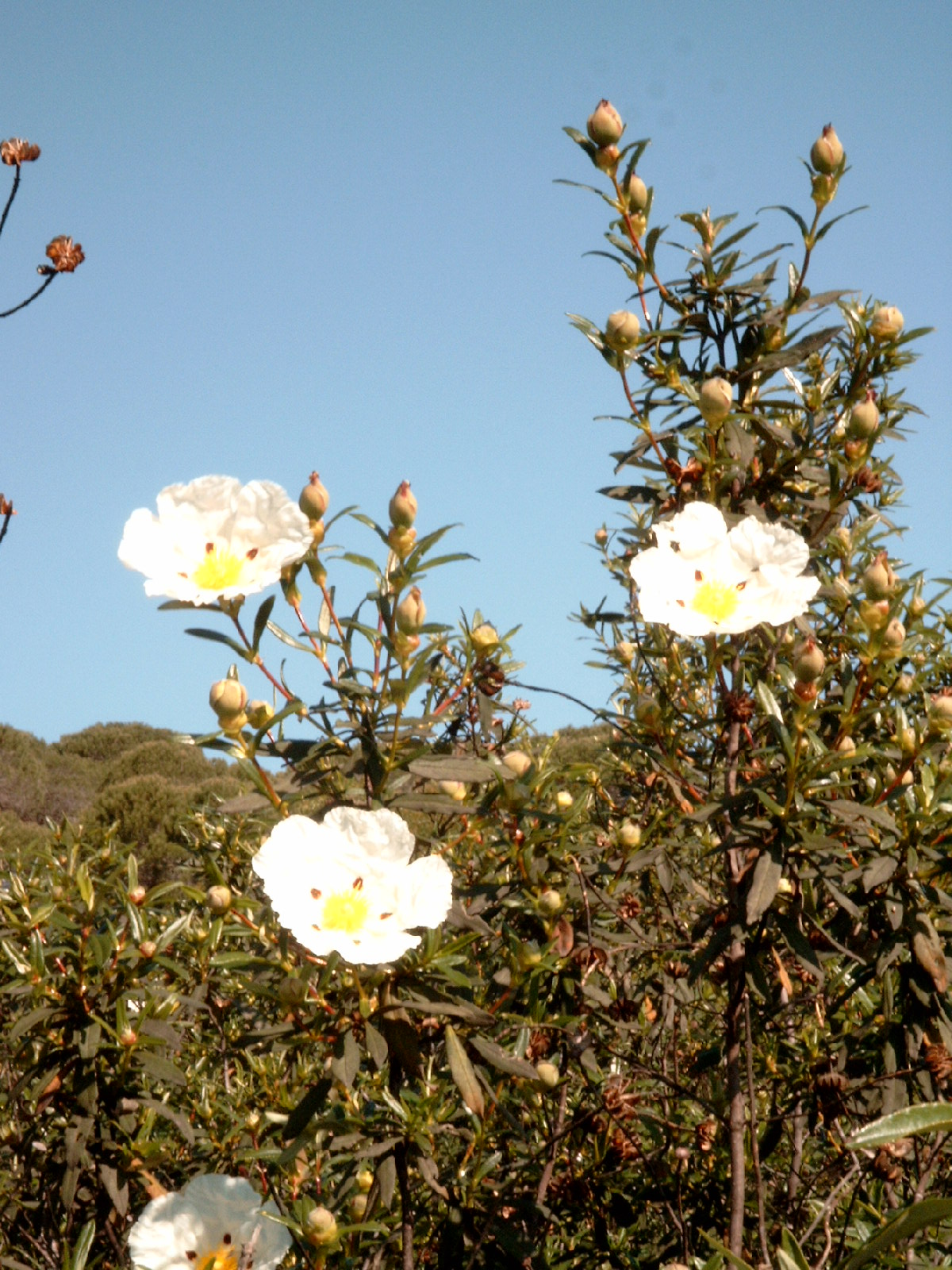
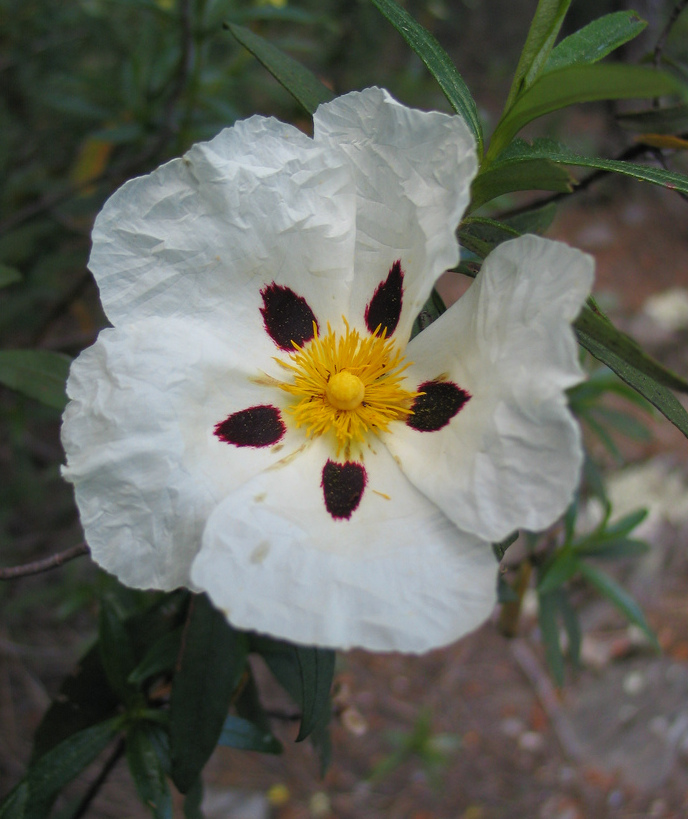
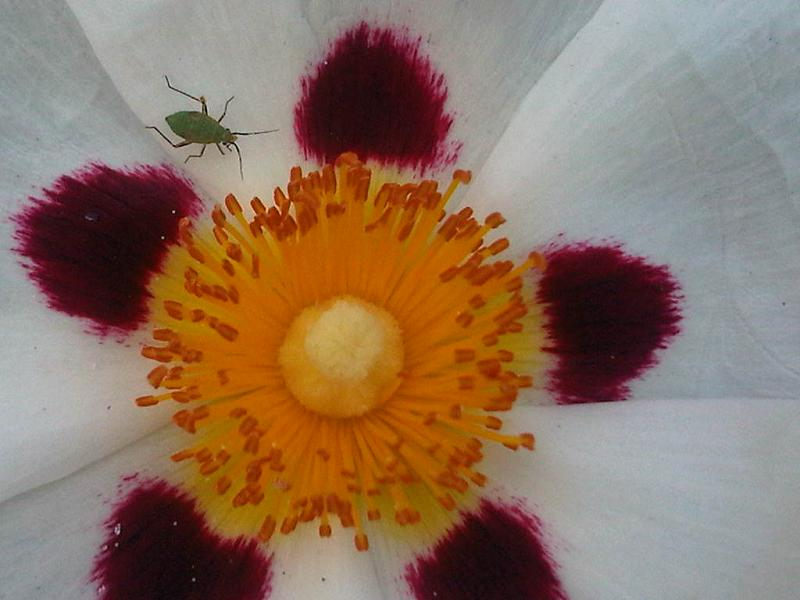
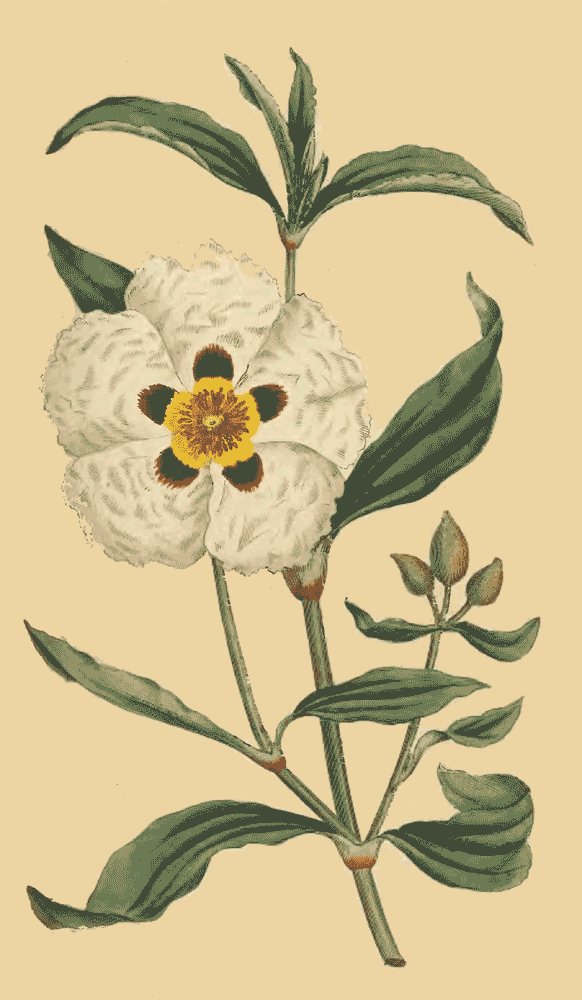